# Kaltash Corona
La Kaltash Corona è una struttura geologica della superficie di Venere.